# 아프리카의 푸른 언덕
《아프리카의 푸른 언덕》(Green Hills of Africa)은 1935년 출간된 어니스트 헤밍웨이의 논픽션 책이다. 저자의 두 번째 논픽션 작품으로, 1933년 12월 헤밍웨이와 그의 아내인 폴린 파이퍼가 동아프리카에서 보낸 한 달간의 사파리 여행에 대한 기록을 다룬 자전적 에세이이다. 책은 〈추격과 대화〉, 〈추격의 기억〉, 〈추격과 실패〉, 〈행복으로서의 추격〉 총 네 부분으로 구성되어 있다

## 줄거리

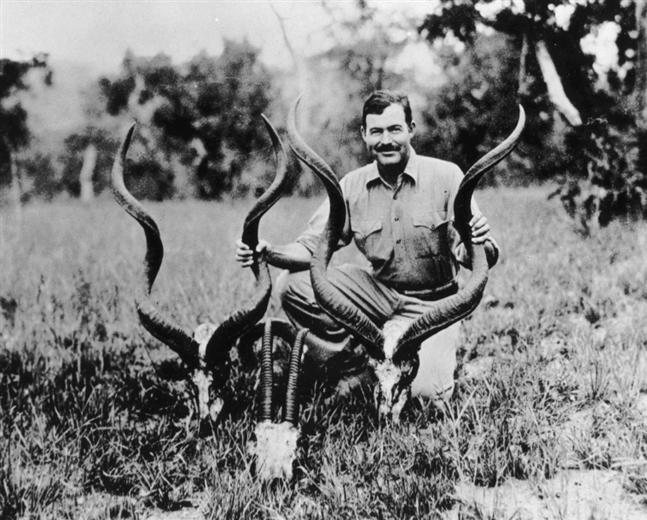
쿠두와 검은영양의 뼈를 들고 있는 헤밍웨이의 모습. 1934년 2월 촬영.

이야기 대부분은 동아프리카 지역에서 사냥을 하며 겪은 모험에 대해 묘사하고 있으며, 문학과 작가에 대한 생각에 대해 다루고 있다. 동아프리카 중에서도 특히 탄자니아 마냐라 호수 지역이 주로 등장한다. 
제1부 〈추격과 대화〉(Pursuit and Conversation)에서는 헤밍웨이와 한 유럽인이 문학과 작가들에 대한 이야기를 나눈다. 백인 사냥꾼과 원주민 사냥꾼 사이의 관계와 다른 사냥꾼에 대한 헤밍웨이의 질투가 묘사된다. 제2부 〈추격의 기억〉(Pursuit Remembered)에서는 탄자니아 북부에서의 사냥을 회상하며 동아프리카 지구대에 대해 설명한다. 헤밍웨이는 코뿔소 한 마리를 사냥하는데 성공하지만, 친구 칼은 더 큰 코뿔소를 죽인다. 헤밍웨이는 사냥을 문학 창작에 비유하며 톨스토이, 플로베르, 스탕달, 도스토옙스키와 같은 유럽 작가들에 대해 논의한다. 제3부 〈추격과 실패〉(Pursuit and Failure)에서 이야기는 현재로 돌아온다. 헤밍웨이는 뒤쫓던 쿠두를 놓치며 사냥에 실패한다. 이후 원주민 사냥꾼들과 함께 사람의 손길이 닿지 않은 사냥터로 떠나게 된다. 제4부 〈행복으로서의 추격〉(Pursuit as Happiness)에서는 사람이 손길이 닿지 않아 야생동물로 가득한 원시림을 발견하고 황홀해 한다. 그 곳에서 헤밍웨이는 52 인치 (1.32 m) 가량의 뿔을 가진 거대한 쿠두를 사냥한다. 캠프로 돌아온 헤밍웨이는 칼이 더 큰 뿔을 가진 쿠두를 죽였다는 사실을 알게 된다. 헤밍웨이는 처음에는 칼이 가진 행운을 질투했지만 이내 극복해낸다.

## 출판
《아프리카의 푸른 언덕》은 1935년 《스크리브너스 매거진》(Scribner's Magazine)에 첫 연재되었으며, 이후 같은 해 책으로 출간되었다. 1935년 5월부터 11월까지 연재되었으며, 10월 25일 10,500부의 초판이 인쇄되었다.

## 평가
《아프리카의 푸른 언덕》은 출판 이후 좋지 못한 평가를 받았다. 비평가 존 체임벌린(John Chamberlain)은 《뉴욕 타임스》에 기고한 글에서 다음과 같이 말하였다. “《아프리카의 푸른 언덕》은 헤밍웨이의 주요 걸작에 꼽히지 못한다. 헤밍웨이는 영국인, 오스트리아인, 아라비아인, 에티오피아인, 키쿠유족 등 국적에 상관 없이 모든 등장인물이 《태양은 다시 떠오른다》에서 나올법한 완벽한 언어를 구사할 정도로 자신의 서술 방식을 단순화하였다.” 그러나 이틀 뒤 같은 신문에 기고한 다른 비평가 C. G. 푸어(C. G. Poore는 ‘내가 읽은 사냥 이야기 중 가장 잘 쓰인 작품’이라고 말하며 상반된 의견을 내놓으며 다음과 같이 말하였다. “이 책은 의식되지 않는 갈등에 처한 사람들과 여행의 즐거움, 술과 전쟁과 평화와 글쓰기의 즐거움에 관한 책이다.” 이러한 일부 호평에도 불구하고 헤밍웨이는 비평가들이 책을 죽였다고 생각하여 깊은 우울증에 빠졌고, ‘나의 형편없는 머리통을 날릴 준비가 되었다’라고 말하였다.

## 분석
서문을 분석해보면, 이 책을 논픽션이 아닌 다른 문학 작품과 비교하는 것이 더욱 적절하다는 사실을 보여준다.

대다수의 다른 소설들과 달리, 이 책에 등장하는 인물이나 사건은 상상에 기반을 둔 것이 아니다. ... 저자는 한 나라의 형태와 한 달의 행동 양식을 진실되게 제시한다면 과연 상상의 결과물과 경쟁할 수 있을지 알아보기 위해 절대적으로 사실적인 책을 쓰려고 시도하였다.

또한 책의 어느 구절에서는 주제와는 전혀 상관 없이 마크 트웨인의 《허클베리 핀의 모험》을 극찬하는 내용도 담겨 있다.

좋은 작가를 꼽자면 헨리 제임스, 스티븐 크레인, 마크 트웨인이 있다. 이는 좋은 작가들의 순서가 아니다. 좋은 작가에겐 순서가 없다.... 현대 미국 문학은 모두 마크 트웨인이 쓴 《허클베리 핀》이라는 한 권의 책에서 비롯되었다. 그 책을 읽을 때 아이들이 껌둥이 짐을 탈출시키는 장면에서 읽기를 멈추어야 한다. 그게 진짜 끝이기 때문이다. 나머지는 그냥 속임수에 불과하다. 하지만 그 책은 우리가 가진 최고의 책이다. 모든 미국의 글들은 이 책에서 비롯됐다. 그 전에는 아무것도 없었다. 그 이후로도 이보다 더 좋은 책은 나오지 않았다.

## 한국어판 출판 내역
다음은 《아프리카의 푸른 언덕》의 한국어판 출판 내역이다.
- 《아프리카의 푸른 언덕》. 번역 김영숙. 휘문출판사. 1967; 대양서적. 1973.
- 《아프리카의 푸른 언덕》. 번역 정병조. 휘문출판사. 1968/1969.

## 참고 문헌
- Meyers, Jeffrey (1985). Hemingway: A Biography (영어). New York: Macmillan. ISBN 978-0-333-42126-0.
- Oliver, Charles (1999). Ernest Hemingway A to Z: The Essential Reference to the Life and Work (영어). New York: Checkmark Publishing. ISBN 978-0-8160-3467-3. (가입 필요).
- 이봉환; 변문균 (2015). “김병철의 헤밍웨이소설 번역작업의 자구 해석적 등가성의 한계”. 《현대영미어문학》 (현대영미어문학회) 33 (3).